# Sến xanh

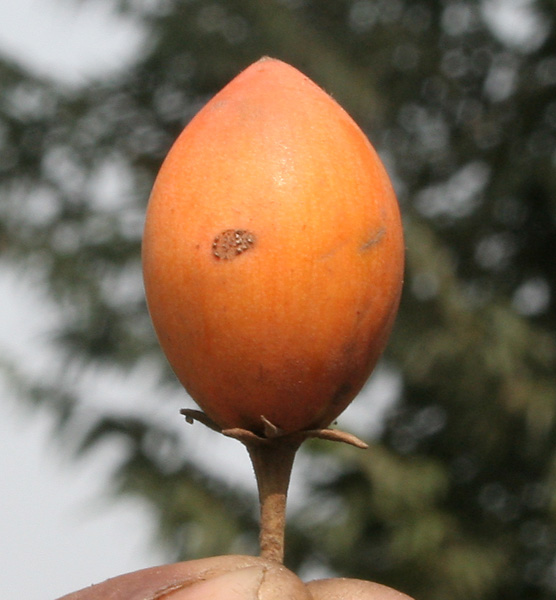
Quả chín

Sến xanh hay sến cát, viết, có danh pháp hai phần là Mimusops elengi, là một loài thực vật thuộc họ Hồng xiêm (Sapotaceae).

## Tên gọi
Cây sến xanh được gọi là Pikul(พิกุล) trong tiếng Thái Lan, Munamal trong tiếng Sinhal, Magizham trong tiếng Tamil, Bullet wood trong tiếng Anh, Tanjong trong tiếng Mã Lai, Bakula trong tiếng Phạn, Bakul trong tiếng Hindi và tiếng Bengal, (बकुळ) trong tiếng Marathi, Kha-Yay trong tiếng Myanmar.

## Phân bố

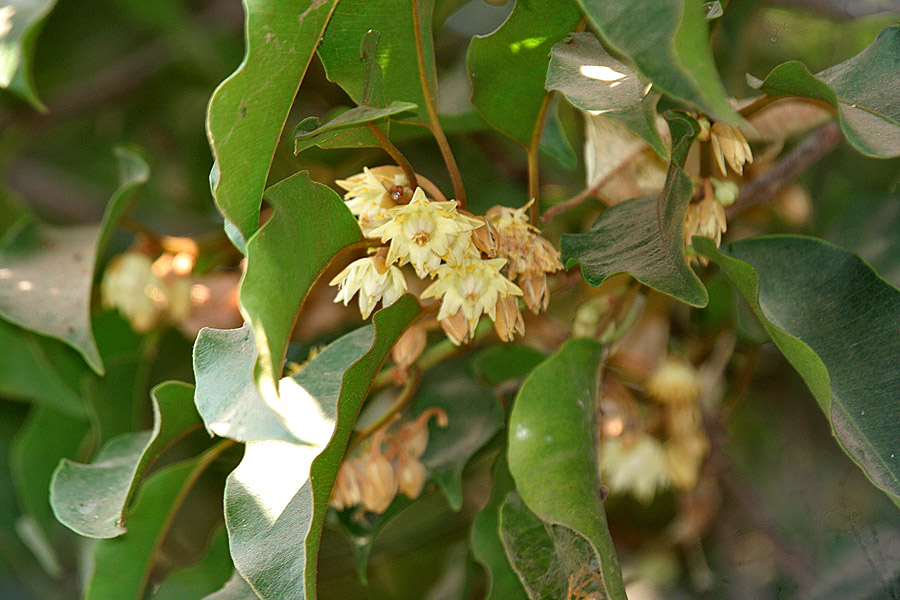
Hoa sến xanh ở Hyderabad, Ấn Độ

Sến xanh phân bố từ Ấn Độ, Myanmar, Lào, Thái Lan, Việt Nam. Ở Việt Nam, loài cây này mọc ở Tây Nguyên trong rừng kín thường xanh mưa ẩm nhiệt đới hay nửa rụng lá; hoặc được trồng làm cảnh.

## Mô tả
Cây gỗ, cao 15-20m. Thịt vỏ màu đỏ hồng, có nhựa trắng. Lá cây mọc so le, thuôn, nhẵn, dài 10–13 cm, rộng 5-6,5 cm. Hoa có nách lá, nhỏ, màu trắng thơm. Quả mọng nạc, xoan, nhẵn, màu vàng khi chín, dài 2-2,5 cm.
Cây nở hoa vào mùa hè - thu, ra quả vào tháng 12.

## Thành phần hoá học
Gỗ sến xanh có chứa tanin. Hạt chứa saponin và tinh dầu.

## Công dụng
Vỏ, lá, gỗ, hoa, quả và hạt được dùng làm thuốc.

## Hình ảnh

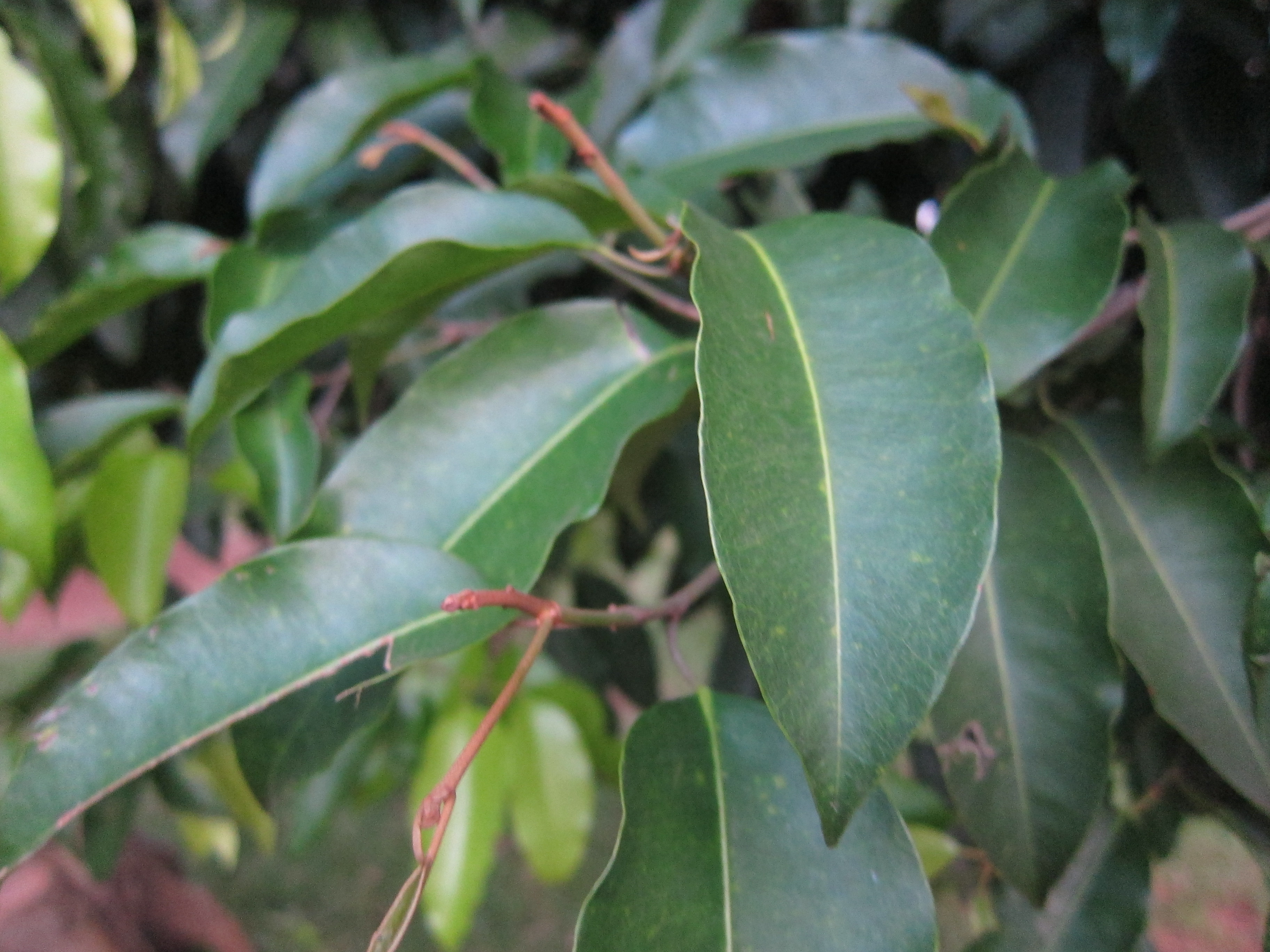
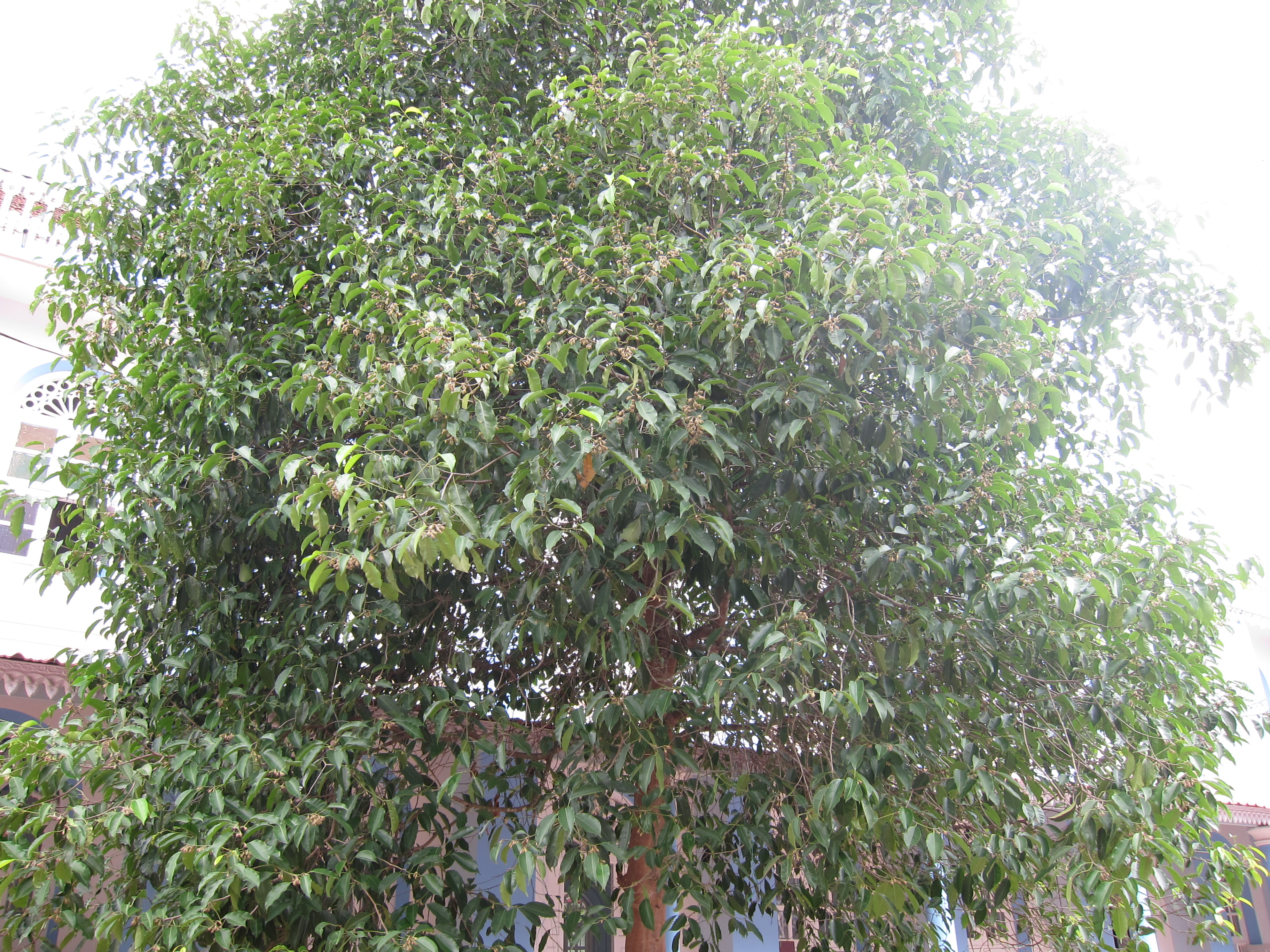
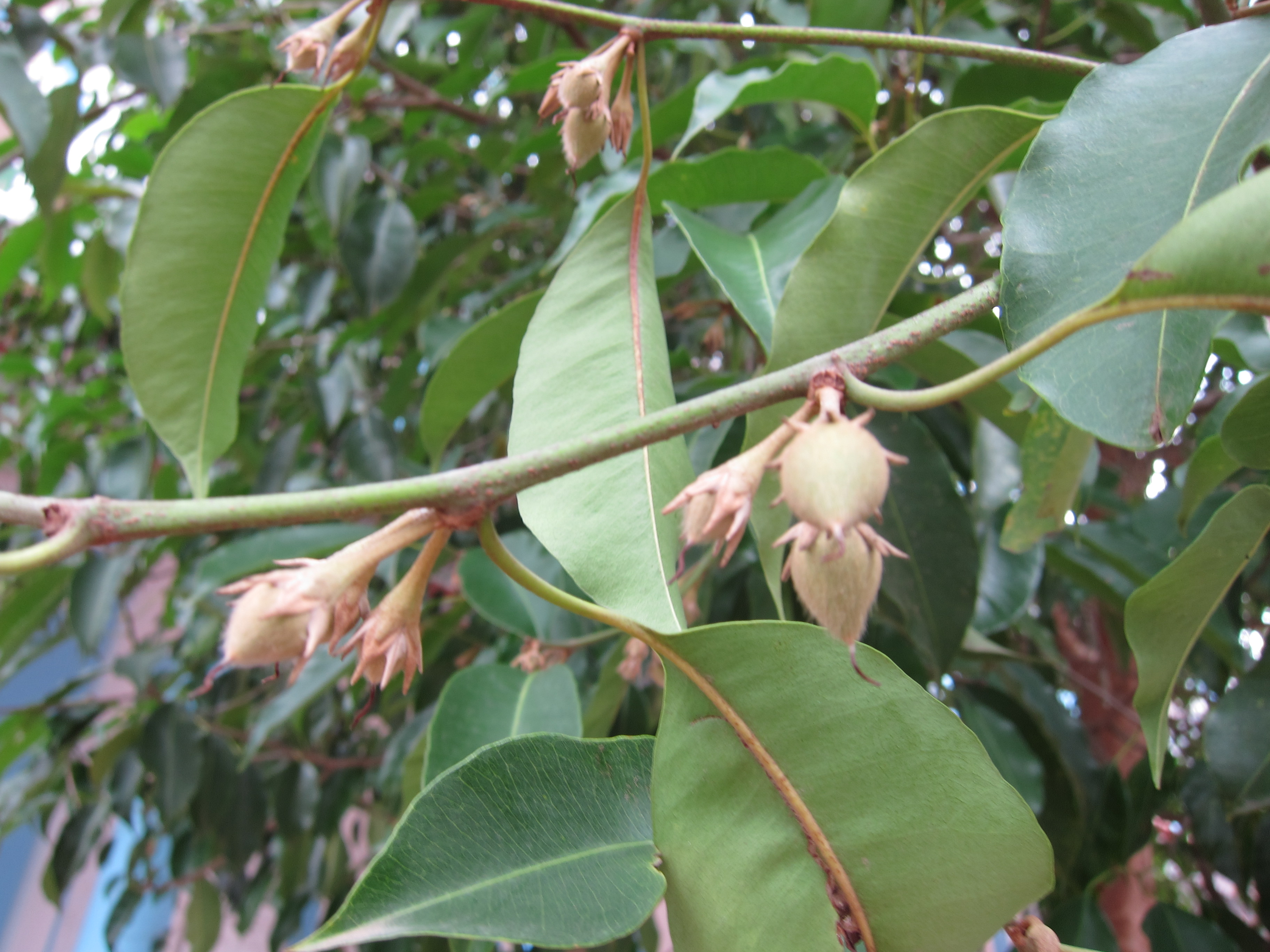
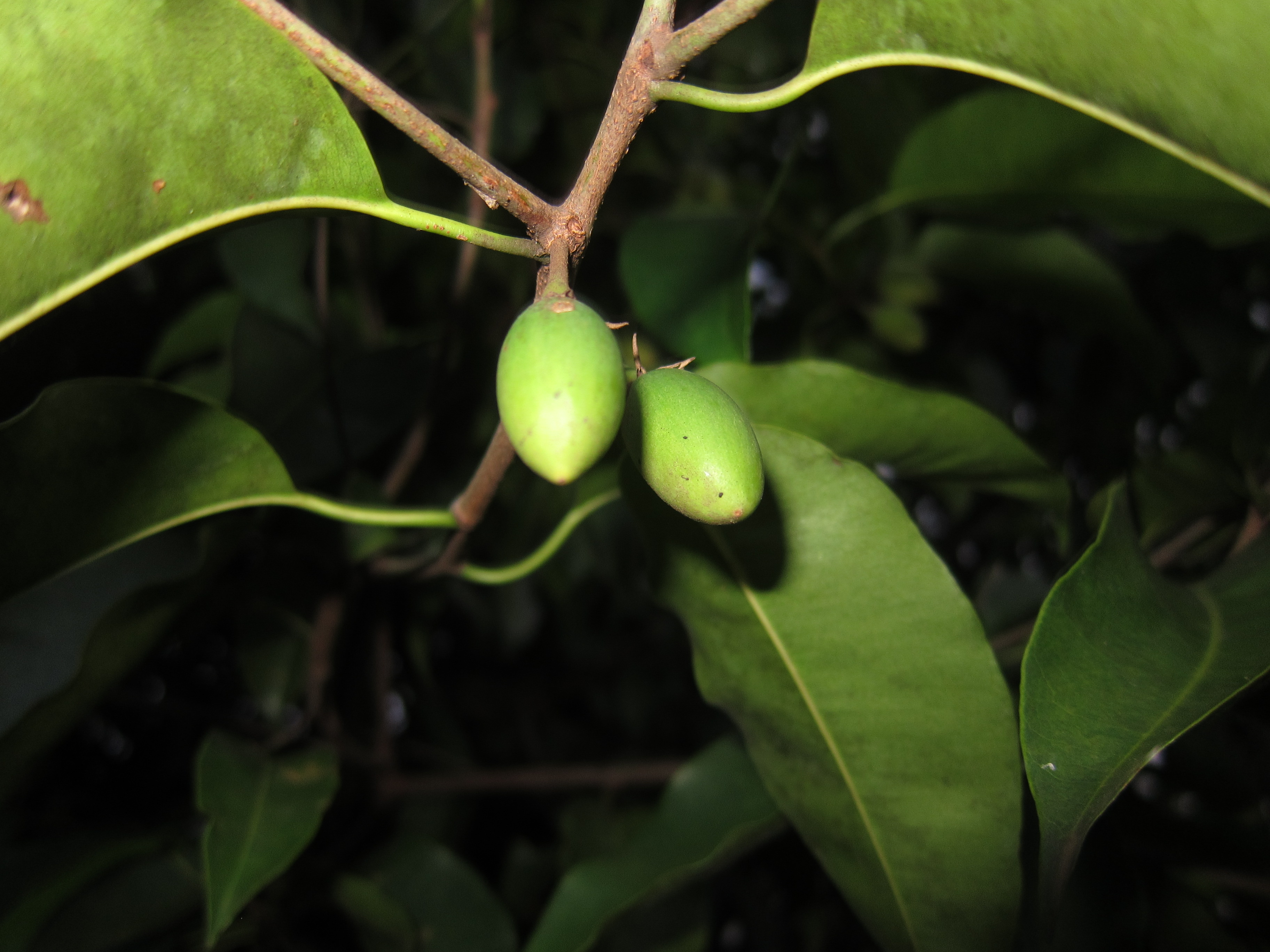